# 중고 시장
중고 시장 또는 중고 가게는 중고 상품을 판매하는 상점이다. 중고 시장은 종종 재활용 또는 순환 경제의 다양한 부분에 속한다. 골동품 상점에서부터 위탁 판매, 그리고 중고 상품이 판매되는 다양한 유형의 중고품 또는 자선 가게에 이르기까지 다양한 형식의 중고 시장이 존재하며, 다른 형식과 유형의 내용을 판매한다.
상점에서 중고품을 판매하는 형식은 보편적이지 않다. 물리적인 장소를 운영하는 비용과 많은 재고를 처리해야 하는 필요성 때문에, 재판매업자들은 때때로 벼룩시장, 차고 세일 또는 임시 팝업 형태의 판매와 같은 임시 장소를 선택하기도 한다.
골동품이나 책과 같이 항상 활발한 중고 시장이 존재하여 영구적인 장소 설립이 가능했던 상품들도 있다. 21세기에 지속 가능한 패션 운동과 같이 재활용에 초점을 맞춘 사회 운동의 출현과 함께, 다른 상품들도 재판매에 특화된 상점들에게 더 경제적이게 되었다.
영미권에서는 차고 판매라는 이름으로 개인 자택 내 차고에서 부정기적으로 중고 물품을 전시, 판매한다. 대한민국에서는 동묘벼룩시장, 중고나라 등이 유명하다. 최근 당근마켓과 같이 휴대전화 애플리케이션을 통한 거래도 증가하고 있다.
대한민국의 아름다운가게, 영국의 옥스팜 서점, 미국의 굿윌인더스트리 등에서 기증 받은 중고품을 판매해서 얻은 수익으로 자선사업을 하고 있다.

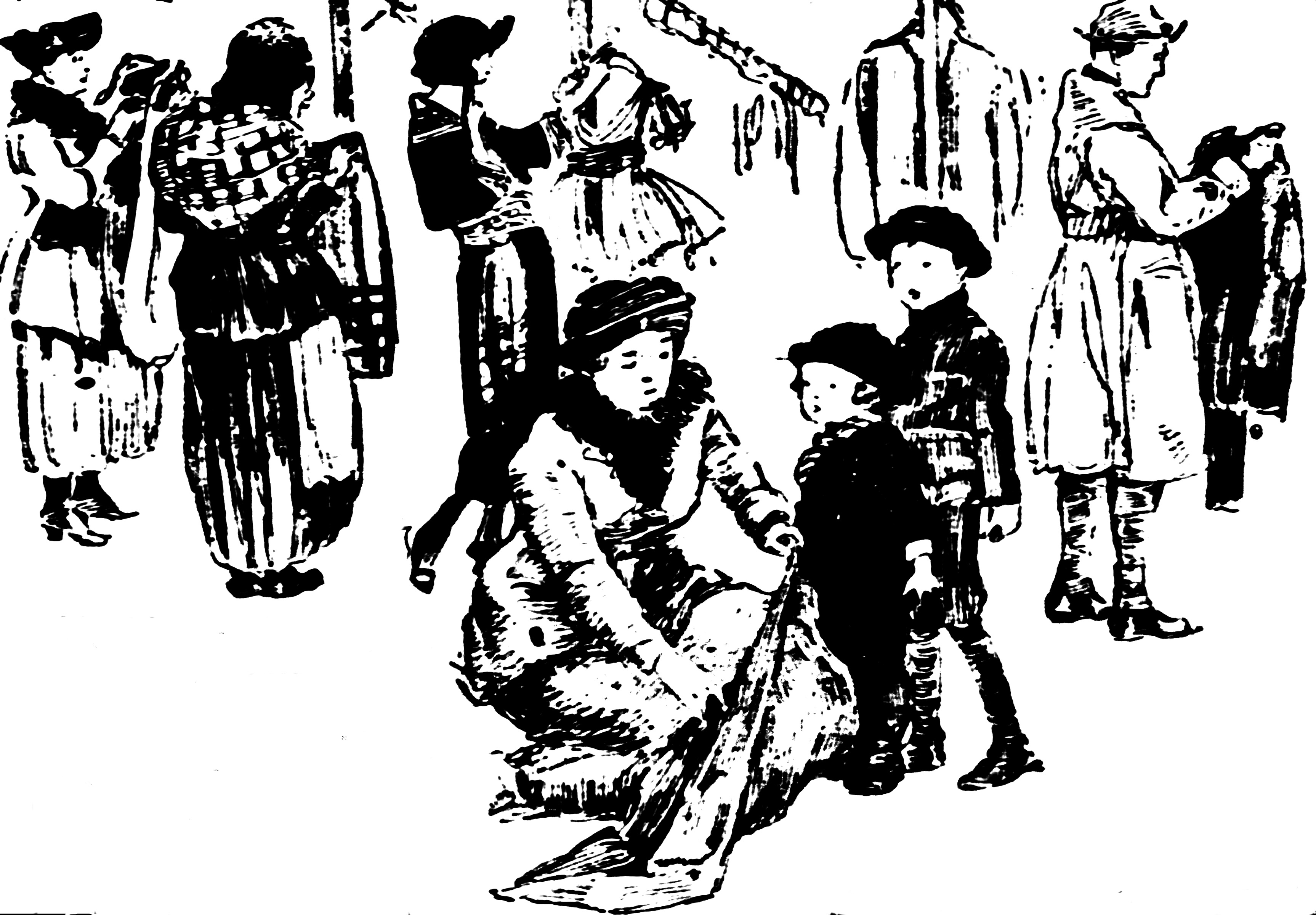
1920년 세인트루이스 미주리주 중고 가게에 있는 사람들을 기자 겸 예술가 마거릿 마틴이 스케치한 그림

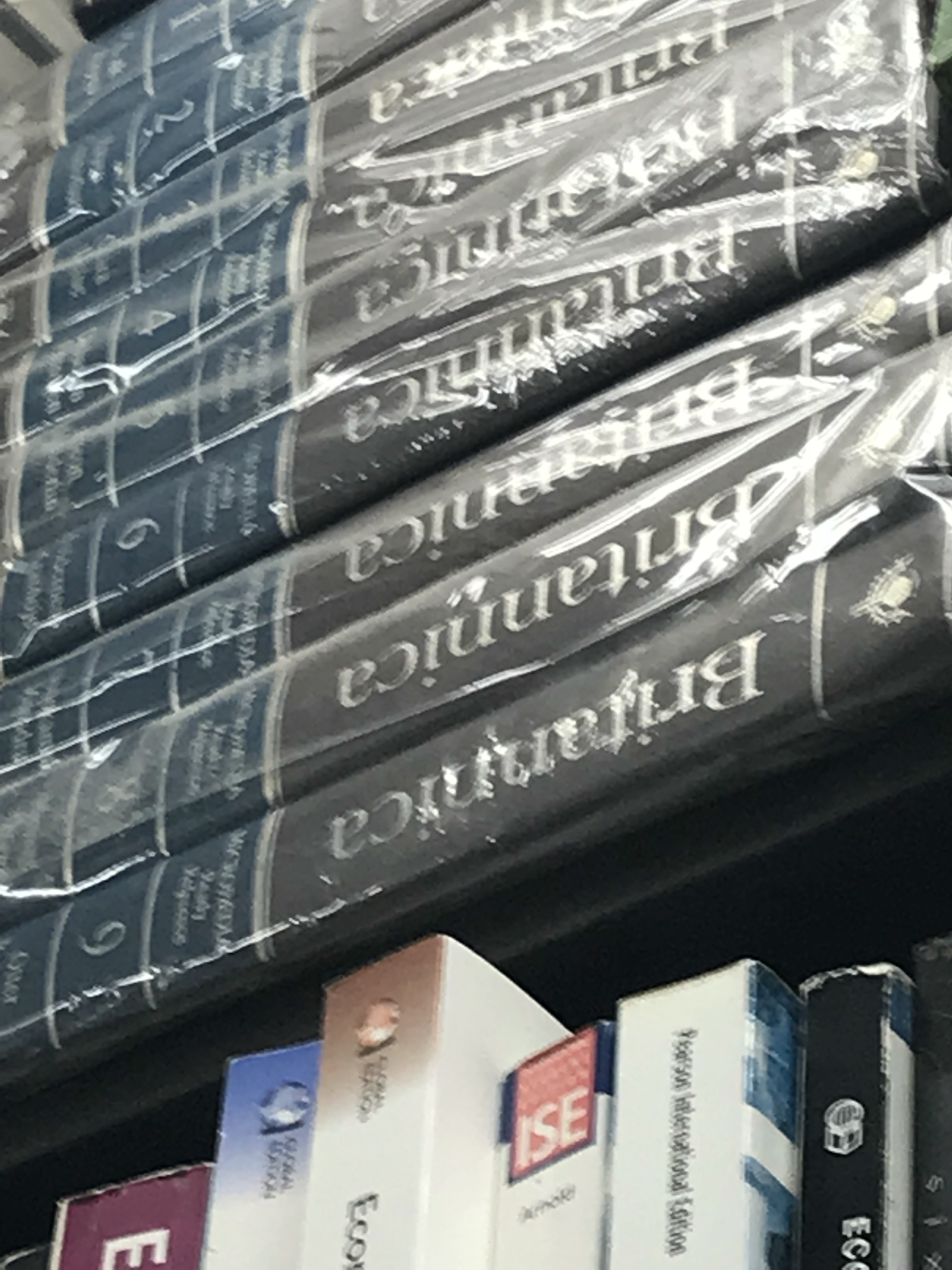
싱가포르 부가티스의 중고 서점에 있는 중고 브리태니커 백과사전 서적

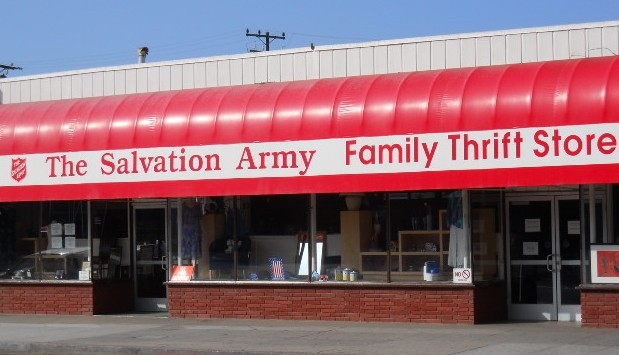
캘리포니아 산타모니카에 있는 구세군 중고 매장

## 유명한 사업체
- 굿윌 인더스트리 - 북미 및 16개 다른 국가에서 굿윌 스토어를 운영한다.
- 구세군 - 기독교 기반의 중고품 가게 운영자로 중고품을 판매한다.
- 옥스팜 서점 - 영국의 중고 서점.
- 밸류 빌리지 - 미국의 중고 가게.
- 하드 오프 - 일본의 중고 가게 체인.

## 중고 재판매를 위한 다른 장소

### 중고 재판매를 용이하게 하는 웹사이트
- 이베이 - 사람들이나 소매업자들이 새 제품이나 중고 제품을 판매할 수 있게 하는 웹사이트.
- 크레이그리스트 - 사람들이나 소매업자들이 주로 지역 사회를 대상으로 상품과 서비스를 판매하거나 무료로 제공할 수 있게 하는 웹사이트.
- 키지지 - 크레이그리스트와 유사하지만 캐나다에서 인기가 많다.
- Xianyu - 사람들이나 소매업자들이 새 제품이나 중고 제품을 판매할 수 있게 하는 중국 앱.
- 헤르-에이지 - 이탈리아의 재판매 시장 선두 주자.
- Used DM - 담맘에서 중고 가구 구매.

### 임시 장소
사람들은 "차고 세일"이라고 불리는 행사에서 집 바로 앞에서 중고품을 판매한다. 제품들은 차고 앞에 진열된다.
영국에서는 사람들이 카 부트 세일에서 물건을 사고 판다. 판매자들은 중고품과 새 제품을 가득 싣고 넓은 들판으로 차량을 몰고 가서 차량 트렁크에서 판매한다.
마찬가지로 정기적인 벼룩시장이 열린다.

## 같이 보기
- 골동품 상점
- 위탁판매
- 벼룩시장
- 중고점
- 고서점
- 비디오 게임